# Common Ground
«Common Ground» — песня американского рэпера Джека Харлоу из его третьего альбома Jackman (2023). В треке, спродюсированном BabeTruth, Mike Wavvs, Jaysoul и Niko, Джек рассказывает о своем личном опыте борьбы с привилегиями белых.

## Композиция
В треке типично используется хип-хоп ритм, а также сэмпл из песни R&B-группы Jade «When Will I See You Again», вышедшей в сентябре 1994 года. Кроме того, в треке широко используются ударные, а вокал растянут на 100 секунд.
В треке Джек затрагивает тему привилегий белых в музыкальной индустрии, а также обсуждает культурное присвоение. Джек замечен в том, что «[прицеливается] в основные СМИ, особенно в „детей из пригорода“, которые становятся рэп-журналистами».

## Отзывы
В статье для Clash Робин Мюррей отметил, что трек «просто фантастический» и представляет собой «безжалостную медитацию на тему аутентичности, в которой Джек Харлоу выкладывает свою правду в течение 100 секунд, прежде чем отключиться». Ноа Грант из HotNewHipHop отметил, что трек является «одной из самых удивительно честных песен на альбоме», поскольку Джек «очень открыто говорит о реалиях привилегии белых и одержимости черной культурой в белом пригороде». Далее он отметил, что Джек демонстрирует «освежающий взгляд на отсутствие „общей почвы“ между сообществами и на то, как культура одного сообщества кооптируется, препарируется и копируется массами» .
Авторы The New York Times Джон Парелес, Джон Караманика и Линдси Золадз отметили, что «[„Common Ground“] — это острый взгляд на то, как белые участники хип-хопа маскируют себя» и что «он читает рэп на эти темы с самоанализом и скептицизмом» . Кристофер Вайнгартен из Rolling Stone написал, что «Common Ground» — «самый электрический трек альбома», в котором Джек «рассматривает свою белую привилегию не таким самооскорбительным способом». Далее он отметил, что трек адресован «фестивальной толпе, жителям пригородов и рэп-журналистам», которые обсуждают тему аутентичности.

## Чарты
| Чарт (2023)                           | Высшая позиция |
| ------------------------------------- | -------------- |
| Канада (Canadian Hot 100)             | 76             |
| Новая Зеландия (RMNZ)                 | 6              |
| США Billboard Hot 100                 | 96             |
| США Hot R&B/Hip-Hop Songs (Billboard) | 28             |